# Hadramaut (gouvernement)
Hadramaut is een gouvernement (provincie) in Jemen. Hadramaut telde in 2004 1.480.897 inwoners op een oppervlakte van 167.280 km². 
Het gouvernement ligt in de landstreek Hadramaut en is het grootste gouvernement van het land. In 2013 werd de Socotra-archipel afgescheiden als het nieuwe gouvernement Socotra.
Abyan · Aden · Ad Dali' · Al Bayda' · Al Hudaydah · Al Jawf · Al Mahrah · Al Mahwit · 'Amran · Dhamar · Hadramaut · Hajjah · Ibb · Lahij · Ma'rib · Raymah · Sa'dah · Sanaa (stad) · Sanaa (gouvernement) · Shabwah · Socotra · Ta'izz